# Longueville (Pas-de-Calais)
Longueville é uma comuna francesa na região administrativa de Altos da França, no departamento de Pas-de-Calais. Estende-se por uma área de 3,49 km². Em 2010 a comuna tinha 143 habitantes (densidade: 41 hab./km²).